# Асен Греков
Асен Кирилов Греков е съветски и български военен и политически деец на БКП, генерал-лейтенант.

## Биография
Асен Греков е роден на 2 август 1893 г. в град Фердинанд. Учи в гимназия във Враца и в Юридическия факултет на Софийския университет. Участва в Първата световна война като запасен офицер. От 3 март до 1 септември 1916 г. учи пионерски курс в Школата за запасни подпоручици в София. Завършва като офицерски кандидат и му е зачислен взвод в пионерната дружина на Сборната пехотна дивизия. С дивизията участва в бойните действия в Добруджа и на Македонския фронт.
Член на БКП от 1920. Взема активно участие в Септемврийското въстание (1923) като командир на отряд и член на Врачанския революционен комитет. След поражението на въстанието е осъден задочно на смърт по ЗЗД. Става командир на нелегална чета в Берковско.
През есента на 1926 г. емигрира в СССР, където завършва Военната академия „Михаил Фрунзе“ и остава на служба в Червената армия. Бил е началник-щаб на 89-и стрелкови полк от 30-а стрелкова дивизия. Преподава тактика във Военно-химическата академия и курсовете „Вистрел“ и други. Участва като офицер във Великата отечествена война на Съветския съюз.
На 15 октомври 1945 г. се завръща в България. Тогава е определен за командир на двадесет и втора пехотна дивизия до декември 1945. През декември 1945 г. е определен за заместник-началник на Школата за запасни офицери. Между 3 януари и 15 февруари 1946 г. е началник на пета пехотна дунавска дивизия. От 16 януари до 7 август 1946 г. е командир на четвърта армия. Командир на втора българска армия (7 август 1946 – 9 ноември 1949). В периода 1945 – 1954 е член на ЦК на БКП.
През октомври 1949 година ръководителите на Българската комунистическа партия Васил Коларов и Вълко Червенков изпращат искане до съветските власти да изпратят в България съветски офицер за началник на Генералния щаб, но получават отговор, че това е нецелесъобразно и че трябва да потърсят на място човек говорещ български – така на 9 ноември за началник на Генералния щаб е назначен Асен Греков.
Той остава на поста до 14 декември 1950 година, а след това е първи заместник-министър на народната отбрана (1950 – 1954). От 1951 г. е член на Главния военен съвет. Награждаван е с орден „За военна заслуга“ II ст. с военно отличие, „Народна свобода 1941 – 1944“ – I ст., орден „9 септември 1944“ – II ст. с мечове, орден „Народна република България“ II и I ст.

## Военни звания
- Офицерски кандидат от българската армия (1 септември 1916)
- Подпоручик от българската армия (1 април 1917)
- Поручик от българската армия (1 ноември 1918)
- Полковник от руската армия
- Генерал-майор от българската армия (1 ноември 1944)
- Генерал-лейтенант от българската армия (5 май 1945)